# William Wrede
William Wrede (født 10. maj 1859 i Brücken i Hannover, død 23. november 1906 i Breslau) var en tysk evangelisk teolog. 
Efter fuldendt teologisk eksamen var han 1884—86 inspektor på det teologiske studenterkollegium i Göttingen, gik derpå over i praktisk gejstlig virksomhed og virkede til 1889 som præst i Langenholzen; men videnskaben drog ham, og 1891 habiliterede han sig som privatdocent i nytestamentlig teologi i Göttingen; allerede næste år blev han ekstraordinær professor i Breslau, 1895 ordinarius sammesteds, og i denne stilling virkede han til sin død. 
Af hans værker vakte størst opsigt: Das Messiasgeheimnis in den Evangelien (1901; 2. udgave 1913), hvori han hævdede, at Jesus under sit jordeliv ikke har udgivet sig for at være Messias, og det lille populære skrift Paulus (1905, 2. udgave 1907), som ville påvise en uoverstigelig kløft mellem apostlens forløsningslære og Jesu forkyndelse; desuden kan nævnes: Über Aufgabe und Methode der sogenannten neutestamentlichen Theologie (1897), Die Echtheit des zweiten Thessalonicherbriefes (1903), Charakter und Tendenz des Johannesevangeliums (1903) og Das literarische Rätsel des Hebräerbriefes (1906).